# Domingues
Domingues (Maputo, 13 de noviembre de 1983) es un futbolista de Mozambique que juega en la posición de centrocampista y que milita en la União Desportiva do Songo del Campeonato mozambiqueño de fútbol.

## Carrera

### Club
| Club              | País       | Año       |
| ----------------- | ---------- | --------- |
| Desportivo Maputo | Mozambique | 2004-2007 |
| Supersport United | Sudáfrica  | 2007-2009 |
| Mamelodi Sundowns | Sudáfrica  | 2009-2015 |
| Bidvest Wits      | Sudáfrica  | 2015-2020 |
| Polokwane City FC | Sudáfrica  | 2021      |
| Royal AM FC       | Sudáfrica  | 2021-2023 |
| U. D. Songo       | Mozambique | 2023-     |

### Selección nacional
Debutó con Mozambique en 2004 y su primer gol lo anotó el 22 de junio de 2008 en una victoria por 3-0 ante Madagascar en Maputo por la Clasificación de CAF para la Copa Mundial de Fútbol de 2010. Formó parte de la selección que participó en la Copa Africana de Naciones 2010 y actualmente es el jugador con más apariciones con la selección nacional.

## Logros

### Club
- Premier Soccer League (3): 2008/09, 2016/17, 2013/14
- Nedbank Cup (1): 2014/15
- Copa MTN 8 (1): 2017/18

### Individual
- Mejor Jugador de la Premier Soccer League 2007/08